# 長期使用製品安全点検制度
長期使用製品安全点検制度（ちょうきしようせいひんあんぜんてんけんせいど）とは、2009年（平成21年）4月1日から施行された制度で、2009年（平成21年）4月1日以降に製造または輸入し販売される対象製品9品目に対して、そのユーザと製造・輸入販売者の双方に点検・メンテナンスの責務を求めるものである。2021年（令和3年）8月1日に対象品目を見直す改正が行われた。

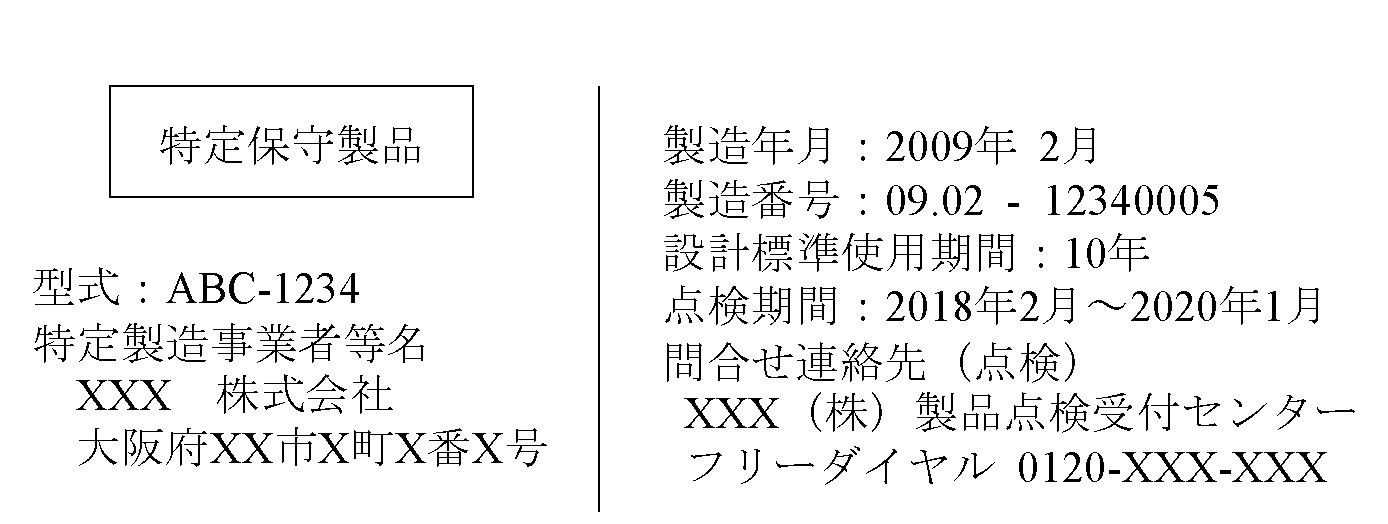
長期使用製品安全点検制度に基づく表示の例

## 概要
対象製品を購入した消費者は「ユーザー登録」を行い、製造者・輸入者・販売者はユーザ登録に従い点検作業を要請し、その後消費者側に出向き点検を行わなければならない。
また2006年（平成18年）の「改正消費生活用製品安全法」に基づき創設された同日施行の「長期使用製品安全表示制度」もある。

## 対象製品
当初の時点では点検制度対象製品の下記の9品目。これらは「特定保守製品」と呼ばれ、製品には長方形の枠の中に特定保守製品と書かれた表示となる。
1. 屋内式ガス瞬間湯沸器（都市ガス用）
2. 屋内式ガス瞬間湯沸器（プロパンガス用）
3. 屋内式ガスバーナー付ふろがま（都市ガス用）
4. 屋内式ガスバーナー付ふろがま（プロパンガス用）
5. 石油給湯器
6. 石油ふろがま（石油風呂釜）
7. FF式石油温風暖房機[注 1]
8. ビルトイン式電気食器洗機
9. 浴室用電気乾燥機

2021年（令和3年）8月1日の見直しにより、石油給湯器および石油ふろがま（石油風呂釜）の2品目のみが対象となり、あとの7品目は対象から除外された。

## ユーザー登録と点検・保守の責務

### ユーザの責務
対象製品を購入した消費者は製品に同梱されるユーザー登録のための「所有者票」の「お客様記入欄」に所定の事項を記入し郵送などにより点検作業を行う製造者または輸入者に届け出て登録を行わなければならない。引っ越しにより使用する場所や住所が変わった場合の同様に届け出をする。また、中古品を買って使用する場合も銘板や取扱説明書に示される製造業者に届け出を行う。この制度が施行されてから製造された製品、輸入され販売された製品には「法定点検期間」が表示される。
アパート、賃貸マンション、貸家などのオーナーもここで言うユーザであり、賃貸業者として賃借人の安全に配慮すべき立場にあり、同様の届け出と責務を有する。
また対象製品に設計や製造上の欠陥が発覚した場合リコールの対象ともなるのでユーザは登録する事が必要である。
この制度の施行以前に購入した製品であっても点検を受けられることもあり銘板や取扱説明書に示される製造者や輸入者に届け出る事が奨められる。

### 販売者の責務
対象製品の販売者は販売時に購入者である消費者にユーザ登録しなければならない事を説明する責務を負う。販売者とは店頭販売者だけでなく、製品を販売・設置工事をする住宅販売者、工務店、不動産販売事業者、リフォーム業者なども含まれる。またインターネットで販売する者も購入者に責務があること説明し、かつ購入者の同意を得る必要がある。

### 製造者や輸入者の責務
この制度が施行されてから製造された製品、輸入され販売された製品には「法定点検期間」が表示されており、製造者や輸入者はユーザー登録に従って法定点検期間中はユーザに点検作業を受けるよう要請を行い、ユーザと点検作業者双方の都合に合わせ点検作業日時を決め点検作業を実施する責務を負う。
また、「法定点検期間」中は保守や修理のための部品などを点検作業者側で確保することが求められている。

### ユーザと業者双方の注意点
ユーザー登録と点検の責務を果たさずに火災・爆発、不完全燃焼による一酸化炭素中毒や死傷など重大事故を起因した場合は、ユーザはその責任を問われる事態となる事がある。一方、この種の事故が起こった場合、製造および輸入者、販売、点検作業者においても事故以前の段階やその事故後の段階においても適切な対応であったかその責務を問われることが有ることは言うまでもない。
点検が必要な時期になると製造者や輸入者側から郵送などによって点検作業の要請の知らせがある。これらの要請が無い、または事前に点検作業の日時を設定していないにも係わらず点検作業業者を名乗る者は正規の業者でない事が有りユーザは騙されないよう注意しなければならない。